# François Gourguillon
François Gourguillon (* 3. Mai 1928 in Paris; † 23. November 2007) war römisch-katholischer Weihbischof in Reims.

## Leben
François Gourguillon studierte zunächst Ingenieurwesen an der École d’Ingénieur in Châlons-sur-Marne und parallel am Priesterseminar von Reims. Er empfing am 17. Dezember 1955 das Sakrament der Priesterweihe. 1956 wurde er zum Rektor der Lehranstalt von St-Remi de Charleville berufen. 1984 wechselte er in den Seelsorgedienst; 1986 wurde er Leiter des Bereichs Charleville-Mézières; 1991 wurde er Leiter des Pastoraldistrikts Aiglemont.
1991 ernannte Papst Johannes Paul II. Gourguillon zum Titularbischof von Suas und bestellte ihn zum Weihbischof im Erzbistum Reims. Er wurde gleichzeitig zum Generalvikar des Erzbistum Reims ernannt. Die Bischofsweihe spendeten ihm am 26. Januar 1992 Jean Marie Julien Kardinal Balland und die Mitkonsekratoren Erzbischof Jacques-Eugène-Louis Ménager und Erzbischof André Jean René Lacrampe.
Er war zwischen den Amtszeiten von Jean Balland, Gérard Defois und Thierry Jordan zweimal Apostolischer Administrator während der Vakanz des Bischofssitzes.
2003 wurde seinem Rücktrittsgesuch von Papst Johannes Paul II. stattgegeben.